# Чён, Алекс (кинематографист)
Алекс Чён Куокми́н (англ. Alex Cheung Kwok-ming, иер. 章國明, кант.-рус. Чён Куокмин, кит.-рус. Чжан Гомин; род. 22 декабря 1951) — гонконгский режиссёр, сценарист, актёр и оператор. Один из представителей гонконгской «Новой волны». Обладатель премии «Золотая лошадь» в номинации «Лучшая режиссура».

## Биография
Чён Куокмин родился 22 декабря 1951 года в Гонконге. С раннего возраста проявлял интерес к кино и фотографии. В начале 1970-х пробовал делать фильмы с использованием 8-миллиметровой киноплёнки.
В 1974 году Куокмин устроился в телекомпанию Rediffusion Television, где работал над созданием коротких рекламных фильмов. В 1976 году перешёл к её конкуренту, в Television Broadcasts Limited. Там, находясь в составе тамошней киногруппы, режиссировал отдельные эпизоды драматических сериалов. В 1979 году совершил режиссёрский дебют в большом кино. Им стал художественный кинофильм «Полицейские и воры». В дальнейшем снял ряд кинокартин, таких как «Человек на грани» (1981), «Мерцай, мерцай, звёздочка» (1983), «Выдуманные подозреваемые» (1988) и другие. С конца девяностых был режиссёром в сериалах для RTHK и ICAC.

## Фильмография
| Год  | Русское название          | Китайское название | Транскрипция (кант.-рус.) | Английское название            | Роль в проекте                       | Примечание                       |
| ---- | ------------------------- | ------------------ | ------------------------- | ------------------------------ | ------------------------------------ | -------------------------------- |
| 1979 | Полицейские и воры        | 點指兵兵           | Тим чи пин пин            | Cops and Robbers               | Режиссёр, сценарист                  |                                  |
| 1980 | Потусторонние истории     | 碟仙               | Тип синь                  | Haunted Tales                  | Сценарист                            | В эпизоде «Душа умершего» (陰靈) |
| 1980 | Опасность первого типа    | 第一类型危險       | Тай ят лёй ин нгай хим    | Dangerous Encounter - 1st Kind | Актёр                                |                                  |
| 1981 | Человек на грани          | 邊緣人             | Пинь юнь янь              | Man on the Brink               | Режиссёр, сценарист, оператор        |                                  |
| 1983 | Мерцай, мерцай, звёздочка | 星際鈍胎           | Син чай тён тхой          | Twinkle Twinkle Little Star    | Режиссёр, сценарист, оператор, актёр |                                  |
| 1985 | У опасности два лица      | 皇家大賊           | Вон ка тай чхак           | Danger Has Two Faces           | Режиссёр, сценарист, автор сюжета    |                                  |
| 1985 | Невероятные дела          | 花心紅杏           | Фа сам хун хан            | Fascinating Affairs            | Актёр                                |                                  |
| 1985 | Рабочий класс             | 打工皇帝           | Та кун вон тай            | Working Class                  | Актёр                                |                                  |
| 1987 | Легенда о Уэсли           | 衛斯理傳奇         | Вай Си Лэй чхюнь кэй      | The Legend of Wisely           | Режиссёр по спецэффектам             |                                  |
| 1988 | Выдуманные подозреваемые  | 點指賊賊           | Тим чи чхак чхак          | Imaginary Suspects             | Режиссёр, оператор, автор сюжета     |                                  |
| 1989 |                           | 沉底鱷             | Чхам тай нгок             | Framed                         | Режиссёр                             |                                  |
| 1995 | Полночный звонок          | 狼吻夜驚魂         | Лон мань е кин вань       | Midnight Caller                | Второй режиссёр                      |                                  |
| 1997 |                           | 古惑天堂           | Ку вак тхинь тхон         | Made in Heaven                 | Режиссёр, сценарист                  |                                  |
| 2004 | Дракон с 1973-го          | 龍.一九七三以後... | Лун ят кау чхат сам и хау | Dragon Since 1973              | Актёр                                | Документальный                   |
| 2014 | Джунгли кунг-фу           | 一个人的武林       | Ят ко янь ти моу лам      | Kung Fu Jungle                 | Актёр                                |                                  |
| 2019 | До свидания, НЛО          | 再見UFO            | Чой кинь UFO              | Goodbye UFO                    | Актёр                                |                                  |

## Награды
19-й Тайбэйский кинофестиваль Golden Horse (1982):
- Премия в категории «Лучшая режиссура» («Человек на грани», 1981)[8]